# Bucculatrix diacapna
Bucculatrix diacapna är en fjärilsart som beskrevs av Edward Meyrick 1920. Bucculatrix diacapna ingår i släktet Bucculatrix och familjen kronmalar. Inga underarter finns listade i Catalogue of Life.